# Prostitución en Irlanda del Norte

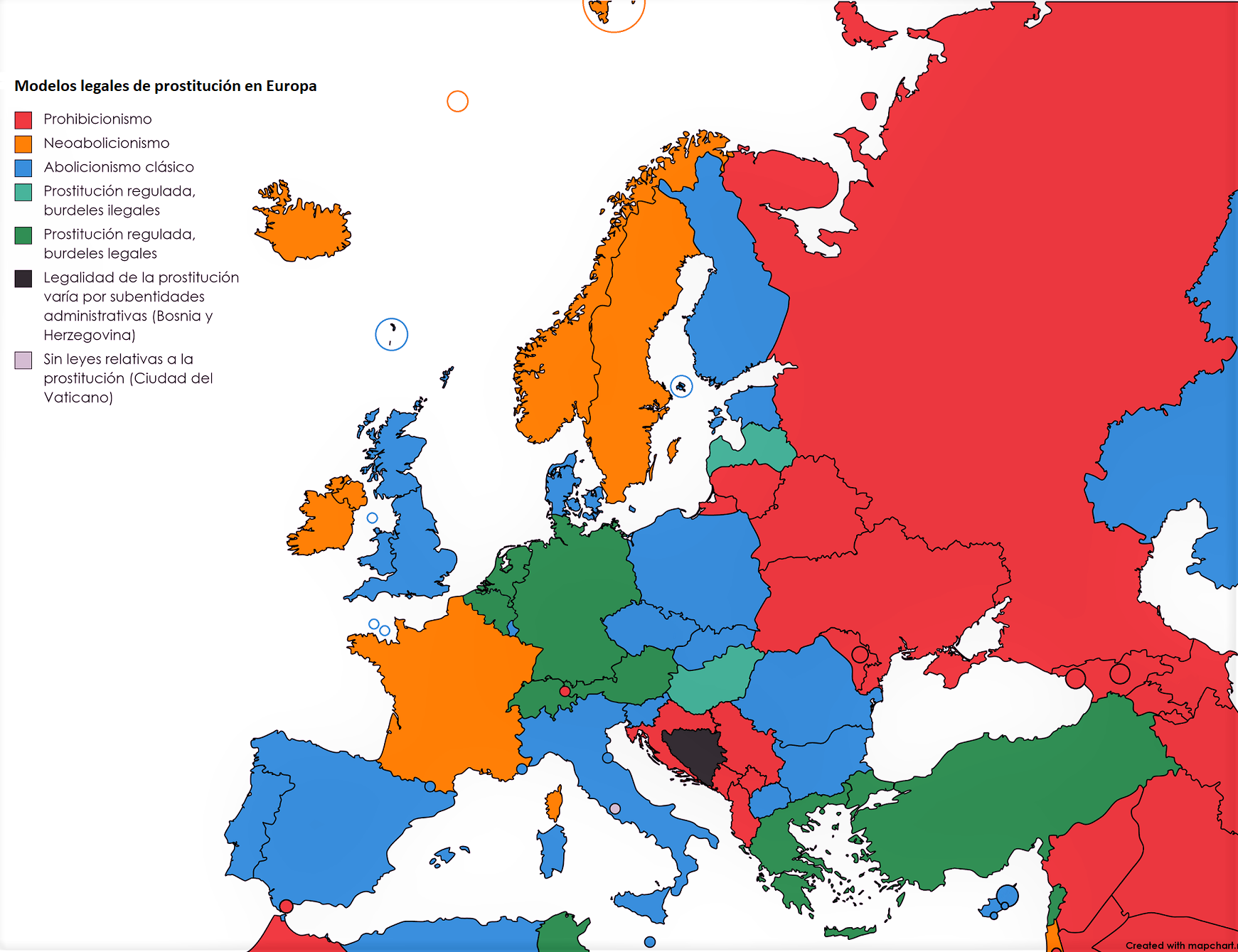
Prostitución en Europa. En naranja, el modelo neoabolicionista de la prostitución, en el que la venta de servicios es legal pero su compra ilegal, al que pertenece Irlanda del Norte, junto a Irlanda, por cercanía territorial. Supone la única nación constitutiva del Reino Unido que no comparte el modelo de abolicionismo clásico, como Gales, Escocia e Inglaterra.

La prostitución en Irlanda del Norte se rige por la Ley de Trata y Explotación de Seres Humanos aprobada por su Asamblea nacional de 2015, que prohíbe pagar por sexo en Irlanda del Norte. Antes de la entrada en vigor de la ley, la prostitución estaba regulada por leyes iguales o similares a las de Inglaterra y Gales, al igual que en el resto del Reino Unido. En aquella época, la prostitución en Irlanda del Norte era legal, pero estaba sujeta a una serie de restricciones que controlaban determinadas actividades asociadas a la prostitución, como la captación, el proxenetismo, la explotación de prostitutas, la prostitución de menores y el mantenimiento de un burdel. Sin embargo, la descentralización brindó la oportunidad de legislar por separado en Irlanda del Norte.

## Naturaleza y alcance
Como en otros lugares, es difícil determinar cifras exactas sobre el alcance de la prostitución en Irlanda del Norte, dada la naturaleza encubierta de las actividades, aunque la policía estimó que entre 40 y 100 personas trabajaban en el comercio sexual en 2010. Al igual que en otros países, la prostitución callejera ha disminuido en favor de la prostitución fuera de las calles. Al igual que en gran parte de Europa, parece haber bastante movilidad de prostitutas dentro y fuera del territorio, sobre todo en Belfast.
Aunque es muy difícil obtener cifras exactas, la investigación de 2014 sugirió que había entre 300 y 350 personas trabajando un día cualquiera, la mayoría de las cuales eran mujeres, y el rango de edad más común era de 25 a 30 años. Los investigadores descubrieron que las prostitutas menores de edad eran poco comunes, y que la mayoría de las prostitutas no empezaron hasta que cumplieron la mayoría de edad.

## Investigación
A pesar de la publicidad que se ha dado al tema, la investigación sobre la prostitución en Irlanda del Norte ha sido escasa. El Departamento de Justicia llevó a cabo su propia investigación publicada en 2011, y en 2013, encargó un estudio de investigación a la Universidad de la Reina de Belfast, que se publicó en octubre de 2014 bajo el título Research into Prostitution in Northern Ireland. Los resultados fueron desestimados por los partidarios del proyecto de ley sobre la trata de seres humanos, en particular por Women's Aid y el Partido Unionista Democrático.

## Marco legislativo
El marco jurídico se rige por la parte 5 (artículos 58 a 64) de la Orden sobre delitos sexuales de Irlanda del Norte de 2008, modificada por la Ley de policía y delincuencia de 2009 (el 1 de abril de 2010), que tipifica como delito el merodeo o la prostitución en una calle o lugar público (artículo 59), la prostitución desde un vehículo de motor (acoso sexual) (art. 60), la organización, publicidad o captación de prostitutas con fines lucrativos (art. 62), el control de una prostituta (art. 63) o el mantenimiento de un burdel (definido como más de una persona que vende servicios sexuales en un lugar determinado en su art. 64).

### Solicitación de servicios
La Ley sobre la policía y la delincuencia de 2009 (art. 20) sustituyó los artículos 60 a 61 de la Orden sobre delitos sexuales (Irlanda del Norte) de 2008, relativos a la captación, por un nuevo delito, el artículo 60 «Captación»:

(1) Es delito que una persona solicite a otra (B) en una calle o lugar público con el fin de obtener los servicios sexuales de B como prostituta.

(2) La referencia a una persona en una calle o lugar público incluye a una persona en un vehículo en una calle o lugar público.

(3) Una persona culpable de un delito en virtud del presente artículo podrá ser condenada en juicio sumario a una multa no superior al nivel 3 de la escala estándar.

### Explotación
La Ley de policía y delincuencia de 2009 (art. 15) creó un nuevo delito modificando la Orden sobre delitos sexuales (Irlanda del Norte) de 2008 para incluir el artículo 64A «Pago por los servicios sexuales de una prostituta sometida a fuerza, etc.»:

(1) Una persona (A) comete un delito si:
(a) A realiza o promete el pago por los servicios sexuales de una prostituta (B),
(b) una tercera persona (C) ha incurrido en una conducta de explotación del tipo que puede inducir o animar a B a prestar los servicios sexuales por los que A ha realizado o prometido el pago, y
(c) C ha llevado a cabo dicha conducta para o con la expectativa de obtener un beneficio para C u otra persona (aparte de A o B).
(2) Los siguientes elementos son irrelevantes:
(a) en qué lugar del mundo se van a prestar los servicios sexuales y si se han prestado dichos servicios,.
(b) si A es, o debería ser, consciente de que C ha incurrido en una conducta de explotación.
(3) C incurre en una conducta de explotación si:
(a) C recurre a la fuerza, a amenazas (relacionadas o no con la violencia) o a cualquier otra forma de coacción, o bien.
(b) C practica cualquier forma de engaño.
(4) Una persona culpable de un delito en virtud del presente artículo podrá ser condenada en juicio sumario a una multa no superior al nivel 3 de la escala estándar.

### Compra de sexo
Influenciado por las políticas de Suecia, Maurice Morrow, del Partido Unionista Democrático, hizo campaña con éxito a favor de la penalización de la compra de servicios sexuales en Irlanda del Norte. La Asamblea de Irlanda del Norte votó a favor del proyecto de ley de Morrow sobre trata y explotación de seres humanos (disposiciones adicionales y apoyo a las víctimas). El 1 de junio de 2015 se introdujo la consiguiente Ley de Trata y Explotación de Seres Humanos de Irlanda del Norte de 2015. Aunque la prostitución era solo uno de los elementos de la Ley, esta también establecía que el proxenetismo y el merodeo dejaban de ser delitos y que se ofrecería un programa de apoyo a quienes abandonaran la prostitución. Los clientes serían castigados con una pena máxima de un año de prisión y una multa de 1 000 libras.

## Organizaciones
Ugly Mugs Ireland es una iniciativa tecnológica sin ánimo de lucro que pretende mejorar la seguridad de las trabajadoras del sexo en Irlanda y el Reino Unido y reducir los delitos cometidos contra ellas, reuniéndolas para que puedan compartir información útil sobre posibles peligros.